# Papier collé

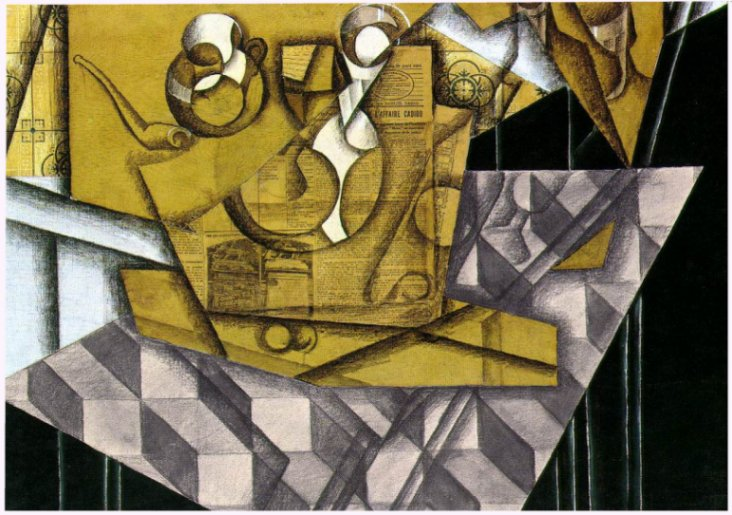
Tekoppar av Juan Gris

Papier collé kallas ett collage som är sammansatt av olikfärgade pappersbitar klistrade på ett underlag.